# Данилска култура
Данилска култура (4500– 3900 година пне.) је праисторијска култура која се развила на територији данашње Далмације у средњем неолиту.  
Данилска култура је добила назив по истоименом налазишту у близини Шибеника. Њена матична територија јесте на простору Далмације, али се шири и на простор Херцеговине и Босне.   
Распрострањеност ове културе није утврђена али су слични предмети пронађени на још 3 локалитета у Далмацији (Смилчић код Задра, Бискупија код Книна и Шибеница код Сиња). Нека налазишта у Босни указују да се ова култура ширила и у унутрашњости. Најкарактеристичнији материјал данилске културе је керамика. Поред типичних керамичких облика у данилској култури се јављају и неки специфични облици. Најзначајније су посуде са великом полукружном дршком кој естоје на четири ноге. Богато су украшене најчешће линеарним орнаментима а на појединим местима су бојене црвеном бојом. Осликана керамика пронађена на истом налазишту вероватно потиче из неке друге неолитске културе. Најсличнија је керамици културе Риполи на Апениснком полуострву. Данилска култура је веома сиромашта пластичним израђевинама. 
Типичан локалитет (локалитет Данило) састоји се од великог броја јама и рупа за шипове. Материјал повезан са њима типолошки је подељен у 5 фаза.
Ову културу карактеришу два стила керамике: сликање црним и широким црвеним пругама на тамножутој керамици и урезивање на тамно углачаној керамици. Оба стила припадају средњем неолиту. Постоји интарзија са црвено-белом пастом и рељефни орнаменти. Геометријски дизајн подсећа на јела бројних култура које су постојале у исто време у Италији, посебно Фелци-Риполи и Сера д'Алто. Откривена су и дугачка сечива и камене стреле са дршкама, намењене за пецање, као и многи коштани предмети.
Људи ове културе живели су у удубљеним округлим кућама (Данило), надземним округлим кућама (Смилчић) или у надземним кућама са четири угла са подом од изгажене глине (Брибир). Куће су од дрвених балвана, грања и грања, са кровом од сламе или трске.
Међу посуђем данилске културе често се срећу посуде са четири кратке ноге, са косим изливом и високом прстенастом дршком. У Покровнику и Данилу Битињу на медитеранској обали пронађени су керамички производи - ритони, који су се пре 7200 година користили за складиштење ферментисаних млечних производа, очигледно меког сира. Према резултатима генетских студија, тадашњи становници Далмације патили су од интолеранције на лактозу. Пронађене су и фигурице у облику жена, мушкараца и животиња.